# FFH-Gebiet Klev- und Donnlandschaft bei St. Michaelisdonn
Das FFH-Gebiet Klev- und Donnlandschaft bei St. Michaelisdonn ist ein NATURA 2000-Schutzgebiet in Schleswig-Holstein im Kreis Dithmarschen in den Gemeinden Sankt Michaelisdonn, Dingen und Eddelak. Es liegt in der Landschaft Dithmarscher Marsch (Landschafts-ID 68401), die vom Bundesamt für Naturschutz (BfN) als Landschaft mit geringerer naturschutzfachlicher Bedeutung bewertet wird. Diese ist wiederum Teil der Naturräumlichen Großregion 2. Ordnung Schleswig-Holsteinische Marschen und Nordseeinseln. Das FFH-Gebiet grenzt im Osten unmittelbar an die Landschaft Heide-Itzehoer Geest.
Das FFH-Gebiet Klev- und Donnlandschaft bei St. Michaelisdonn hat eine Fläche von 221 Hektar. Es besteht aus zwei räumlich voneinander getrennten Teilgebieten. Die größte Ausdehnung liegt in Nordwestrichtung und beträgt 4,25 Kilometer. Das nördliche Teilgebiet ist durch die Eisenbahnlinie Sankt Michaelisdonn – Brunsbüttel Nord getrennt. Die Strecke und ein Teil der Wohnbebauung gehören nicht zum FFH-Gebiet. Der höchste Punkt des FFH-Gebietes liegt mit 38 Meter über Normalhöhennull (NHN) am Ostrand auf einem Geestrücken, der Spiekerberg genannt wird (Lage). Der niedrigste Bereich befindet sich im südlichen Teilgebiet zwischen Klev und Friedrichshöfer Au mit einem Meter unter Normalhöhennull.
Die Nordgrenze des nördlichen Teilgebietes bildet die Straße Kayenweg in Verlängerung der Landesstraße 142. Den Süden begrenzt der Vorfluter 0208, der dort vom Norden kommend nach Osten abbiegt und die Eisenbahnlinie unterquert, um danach in die Friedrichshöfer Au zu münden. Die Westgrenze des nördlichen Teilgebietes liegt im Grünlandstreifen zwischen der Eisenbahnlinie im Osten und der Eddelaker Straße im Westen. Die Ostgrenze befindet sich am oberen Rand der Geestabbruchkante, dem sogenannten Klev.

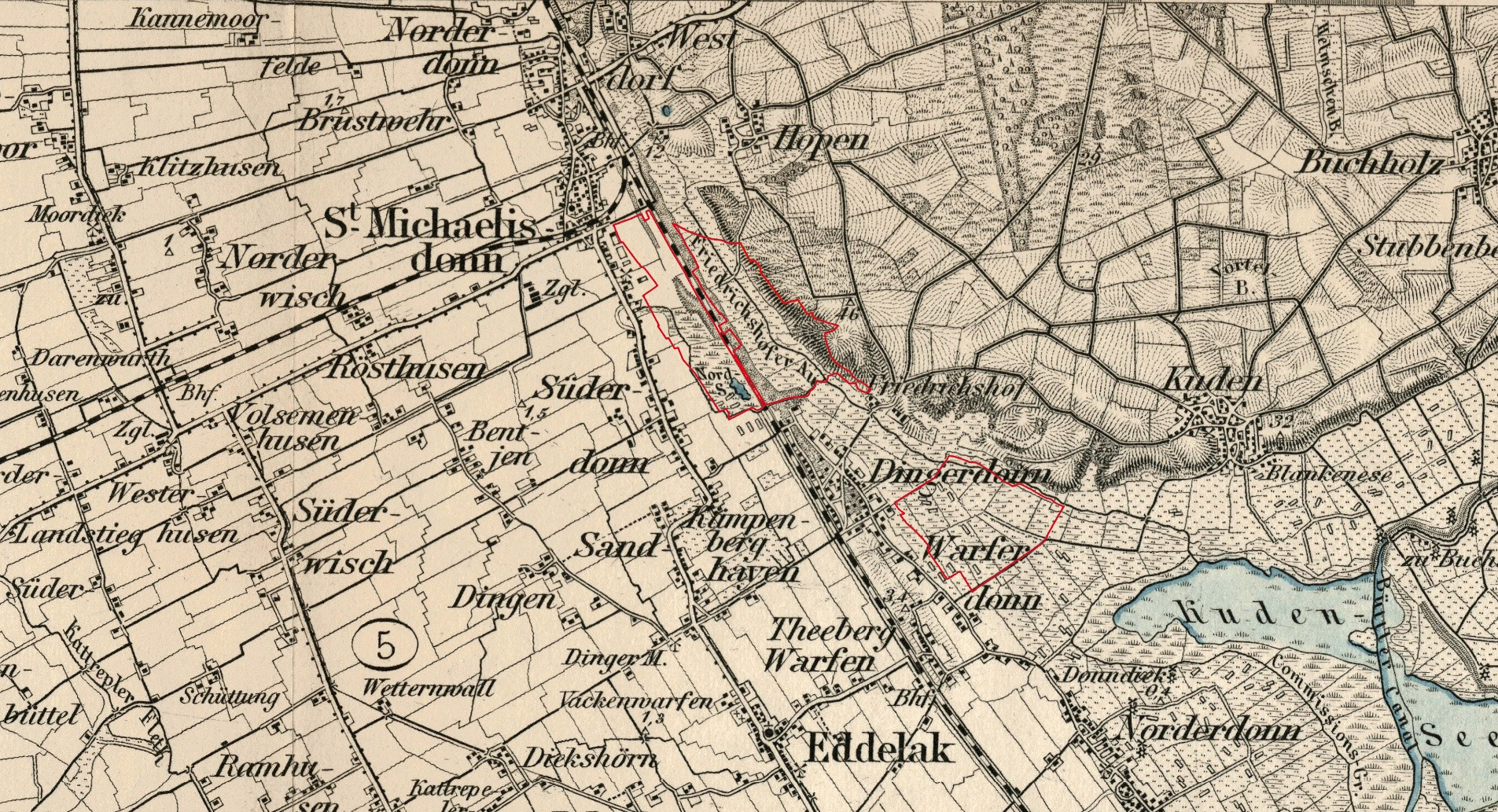
Bild 1: St. Michaelisdonn um 1878 (rot umrandet das heutige FFH-Gebiet)

Erdgeschichtlich betrachtet war der Klev die kliffartige Küstenlinie der Nordsee nach dem Ende der letzten Eiszeit. Davor hatte sich mit stetig sinkendem Meeresspiegel von Nord nach Süd eine mehrere Meter hohe Nehrung mit einem Binnensee gebildet. Diese Nehrungen werden in Dithmarschen Donn genannt und sind in vielen Ortsnamen erhalten, die auf so einer Nehrung gegründet wurden. Die Binnenseen sind mit der Zeit zu Mooren verlandet. Auf der Karte des Deutschen Reiches von 1878 sind zwischen dem Donn und dem Klev noch eine größere Anzahl von Torfstichen eingezeichnet (lang gestreckte Rechtecke), siehe Bild 1.
Das südliche Teilgebiet beginnt im Norden in Dingerdonn in der Fortsetzung der Straße Landscheide nach Osten. Die Südgrenze bildet die Landesstraße 139. Die Westgrenze stellt die Wohnbebauung von Dingerdonn dar und die Ostgrenze die Friedrichshöfer Au. 
Das FFH-Gebiet besteht zu knapp drei Fünfteln aus der FFH-Lebensraumklasse Moore, Sümpfe, Uferbewuchs, gefolgt von einem fünftel Trockenrasen, Steppen, sowie gut einem Zehntel Heide und Gestrüpp, siehe Diagramm 1. Daneben gibt es noch knapp ein Zehntel „Laubwald“, der sich überwiegend an den Kliffhängen befindet.

## FFH-Gebietsgeschichte und Naturschutzumgebung
Der NATURA 2000-Standard-Datenbogen (SDB) für dieses FFH-Gebiet wurde im Juni 2004 vom Landesamt für Landwirtschaft, Umwelt und ländliche Räume (LLUR) des Landes Schleswig-Holstein erstellt, im September 2004 als Gebiet von gemeinschaftlicher Bedeutung (GGB) vorgeschlagen, im November 2007 von der EU als GGB bestätigt und im Januar 2010 national nach § 32 Absatz 2 bis 4 BNatSchG in Verbindung mit § 23 LNatSchG als besonderes Erhaltungsgebiet (BEG) bestätigt. Der SDB wurde zuletzt im Mai 2019 aktualisiert. Der Managementplan für das FFH-Gebiet wurde im September 2014 veröffentlicht.
Im nördlichen Teilgebiet liegt im Osten an der Grenze zum Flugplatz St. Michaelisdonn ein Teil des am 8. November 1962 gegründeten Naturschutzgebietes (NSG) Kleve. Im Südosten des nördlichen Teilgebietes überschneidet es sich mit dem am 19. Mai 1971 gegründetem Landschaftsschutzgebiet (LSG) Klev von St. Michaelisdonn bis Burg. Beide FFH-Teilgebiete liegen im Schwerpunktbereich 194 des landesweiten Biotopverbundsystems.
Mit der Gebietsbetreuung des NSG Kleve nach § 20 LNatSchG wurde der Kreis Dithmarschen / Fachdienst Kultur und Allgemeines – Kreisforsten durch das LLUR beauftragt. Zur Unterstützung der Maßnahmen zur Erhaltung und Weiterentwicklung des FFH-Gebietes trägt ebenfalls das Bündnis Naturschutz in Dithmarschen e.V. (BNiD) bei. Diesem gehören neben der Stiftung Naturschutz Schleswig-Holstein (SNSH), dem Deich- und Hauptsielverband Dithmarschen und dem Dithmarschen Tourismus e.V. die Gemeinden und Naturschutzverbände sowie viele Privatpersonen in Dithmarschen an. Das NSG Kleve ist an den Rad- und Wanderwegen mit Infotafeln des landesweiten Besucher-Informationssystems (BIS) ausgestattet. Weiterhin wurde im September 2009 vom LLUR ein Faltblatt zum NSG Kleve veröffentlicht.

## FFH-Erhaltungsgegenstand
Laut Standard-Datenbogen vom Mai 2019 sind folgende FFH-Lebensraumtypen (LRT) und Arten für das Gesamtgebiet als FFH-Erhaltungsgegenstände mit den entsprechenden Beurteilungen zum Erhaltungszustand der Umweltbehörde der Europäischen Union gemeldet worden (Gebräuchliche Kurzbezeichnung (BfN)): FFH-Lebensraumtypen nach Anhang I der EU-Richtlinie:
- 4030 Trockene Heiden (Gesamtbeurteilung B)[14]
- 6230* Artenreiche Borstgrasrasen (Gesamtbeurteilung C)[15]
- 7140 Übergangs- und Schwingrasenmoore (Gesamtbeurteilung B)[16]
- 9190 Alte bodensaure Eichenwälder auf Sandebenen mit Stieleiche (Gesamtbeurteilung B)[17]

Nur knapp ein Viertel der FFH-Gebietsfläche ist mit FFH-Lebensraumtypen ausgewiesen worden, siehe Diagramm 2. Davon nehmen die Übergangs- und Schwingrasenmoore den größten Anteil ein. Sie liegen im nördlichen Teilgebiet ausschließlich westlich der Bahnlinie. Im südlichen Teil sind sie im gesamten Teilgebiet in kleinen Parzellen verteilt und stellen dort den einzigen ausgewiesenen FFH-Lebensraumtyp dar. Der Eichenwald kommt nur im Bereich des Kliffhanges östlich der Friedrichshöfer Au im nördlichen Teilgebiet vor. Dort liegt auch eine der beiden Flächen mit trockener Heide. Die einzige Fläche mit Borstgrasrasen liegt westlich der Bahnlinie.

## FFH-Erhaltungsziele
Aus den oben aufgeführten FFH-Erhaltungsgegenständen werden als FFH-Erhaltungsziele von besonderer Bedeutung die Erhaltung folgender Lebensraumtypen und Arten im FFH-Gebiet vom Ministerium für Energiewende, Landwirtschaft, Umwelt und ländliche Räume des Landes Schleswig-Holstein erklärt:
- 4030 Trockene Heiden
- 6230* Artenreiche Borstgrasrasen
- 7140 Übergangs- und Schwingrasenmoore
- 9190 Alte bodensaure Eichenwälder auf Sandebenen mit Stieleiche

Es sind damit alle FFH-Erhaltungsgegenstände des FFH-Gebietes als FFH-Erhaltungsziele übernommen worden.

## FFH-Analyse und Bewertung
Das Kapitel FFH-Analyse und Bewertung im Managementplan beschäftigt sich unter anderem mit den aktuellen Gegebenheiten des FFH-Gebietes und den Hindernissen bei der Erhaltung und Weiterentwicklung der FFH-Lebensraumtypen und Arten. Die Ergebnisse fließen in den FFH-Maßnahmenkatalog ein.
Im FFH-Gebiet Klev- und Donnlandschaft bei St. Michaelisdonn wurde im SDB vom Juni 2019 vier Fünftel der mit FFH-Lebensraumtypen ausgewiesenen Fläche eine gute (B) Gesamtbeurteilung zugebilligt. Lediglich dem FFH-Lebensraumtyp 6230* Artenreiche Borstgrasrasen wurde keine gute (C) Bewertung erteilt, siehe Diagramm 3.
Zwei Drittel der FFH-Gebietsfläche befindet sich im Privatbesitz, siehe Diagramm 4. Den Rest teilen sich Deich- und Sielverbände, der Kreis Dithmarschen, die Gemeinden Sankt Michaelisdonn und Eddelak, sowie die Stiftung Naturschutz Schleswig-Holstein. Letztere besitzt unter anderem die einzige Borstgrasrasenfläche im FFH-Gebiet. Diese bedarf wegen ihres schlechten Erhaltungszustandes besondere Aufmerksamkeit. Aus diesem Grunde wurde von der Landesregierung am 15. November 2019 eine erste Teilfortschreibung zum bestehenden Managementplan veröffentlicht, um weitergehende Wiederherstellungsmaßnahmen für den prioritären Lebensraumtyp *6230 Artenreiche Borstgrasrasen durchzuführen.
Die Fläche des NSG Kleve im FFH-Gebiet ist vollständig im Besitz des Kreises Dithmarschen.
Das Fließgewässer Friedrichshöfer Au gehört zum Wasserkörper nok_13 der Flussgebietseinheit Elbe gemäß der europäischen Wasserrahmenrichtlinie (EG-WRRL). Er ist dem Wasserkörpertyp Sandgeprägter Tieflandbach (LAWA-Typcode: 16) zugeordnet. Die Gesamtbewertung im Digitalem Struktur-Verzeichnis (DSV) des Landes Schleswig-Holstein wird für den Oberlauf der Friedrichshöfer Au oberhalb von Friedrichshof mit „unbefriedigend“, im weiteren Verlauf bis zur Mündung in den Büttler Kanal / Burger Au als „mäßig“ beurteilt. Im Wasserkörpersteckbrief zum 3. Bewirtschaftungsplan WRRL wird der ökologische Zustand mit „mäßig“ und der chemische Zustand mit „nicht gut“ eingestuft. Berücksichtigt man den überhöhten Nitratgehalt nicht, läge die Beurteilung des chemischen Zustandes bei „gut“. Die Landesregierung hat sich zum Ziel gesetzt, für beide Parameter nach dem Jahre 2027 einen guten Zustand zu erreichen.

## FFH-Maßnahmenkatalog
Der FFH-Maßnahmenkatalog im Managementplan führt neben den bereits durchgeführten Maßnahmen geplante Maßnahmen zur Erhaltung und Entwicklung der FFH-Lebensraumtypen im FFH-Gebiet an. Die Maßnahmen sind in einer Maßnahmenkarte eingetragen und in einem Maßnahmenblatt zur Projektverfolgung festgehalten. Die Maßnahmen sind mit allen Eigentümern abgestimmt. 
Den größten Flächenanteil nehmen im FFH-Gebiet alle Formen von Grünland ein, wobei die Biotoptypen (GM) Mesophiles Grünland, (GI) artenarmes Intensivgrünland und (GF) sonstiges Feucht- und Nassgrünland den größten Anteil haben. Für diese Flächen ist eine Ausweitung der intensiven Nutzung nicht zulässig. Wünschenswert wäre ein vollständiger Verzicht auf intensive Nutzung. Dies würde auch zu der erforderlichen Reduzierung des Nitratgehaltes in den Oberflächengewässern des FFH-Gebietes beitragen.
Die Entwässerung des FFH-Gebietes darf zum Schutz der Moore nicht erhöht werden.
Zum Schutz der offenen Heide- und Trockenrasenflächen muss regelmäßig in Abständen von zehn Jahren eine Entkusselung vorgenommen werden. Für den FFH-Lebensraumtyp Borstgrasrasen wurde mit der ersten Fortschreibung des Managementplanes eine weitere Maßnahme, das Schoppern der Krautschicht bis in eine Tiefe von 5 Zentimeter geplant. Dabei wird die Humusschicht aus der Fläche entfernt. Dies gibt Pflanzen der trockenen und nährstoffarmen Standorte die Möglichkeit zur Entwicklung. Hierzu wurden drei jeweils einhundert Quadratmeter große Flächen mit dieser Methode bearbeitet. Die Veränderungen sollen einmal pro Jahr durch eine Begehung festgestellt werden.
Die Moorflächen werden ohne menschlichen Eingriff ihrer natürlichen Entwicklung überlassen (Sukzession).
Die bodensauren Eichenwälder in der Hanglage des Klevs müssen entkusselt und von der invasiven Art Spätblühende Traubenkirsche befreit werden.
In unmittelbarer Nähe der Bahnlinie befinden sich Kunstforsten aus Nadelbäumen, die im Laufe der Jahre durch heimische Laufbäume zu ersetzen sind (Waldumbau).

## FFH-Erfolgskontrolle und Monitoring der Maßnahmen
Eine FFH-Erfolgskontrolle und Monitoring der Maßnahmen findet in Schleswig-Holstein alle 6 Jahre statt. Die Ergebnisse des letzten Monitorings wurden noch nicht veröffentlicht (Stand August 2022). Im Zeitraum 2016 bis 2019 wurde eine Nachkartierung des FFH-Gebietes mit Angabe der Biotop- und FFH-Lebensraumtypen durchgeführt. Danach sind drei Viertel der FFH-Fläche mit keinem Schutzstatus belegt, siehe Diagramm 5.